# 主耶穌，寬仁的審判者
《主耶穌，寬仁的審判者》（拉丁語：MITIS IUDEX DOMINUS IESUS）為天主教教宗方濟各於2015年8月15日頒發的自動手諭，其宗旨是增修天主教教會法典中對於婚姻無效之審理的流程規範，加速其流程。此一更動是對於在2014年10月舉行的以家庭為宗旨的第三屆非常務世界主教代表會議中的議題所做的回應。
此外對於東儀天主教，方濟各另有頒布自動手諭《溫良與慈悲的耶穌》（Mitis et misericors Iesus）。

## 天主教對於解除婚姻的規範
天主教將婚姻視為一件聖事，認為在婚配聖事下結合的男女無法真正地分離。對於非聖事的婚姻有幾項判定該段婚姻無效的準則。比如新約的保祿書信《格林多前書》，對於改宗信徒因其配偶而無法維持信仰生活，那就可以合理分離。為此前例，天主教延伸出了「保祿特恩」這一觀點，藉此撤銷改宗者和其未改宗配偶的前段婚姻。
另外，亦有基於信徒要與曾離婚的非信徒或是天主教信徒結婚的情況下用以撤銷之前的民事婚姻「伯多祿特恩」，在此情形下結婚對象的前段婚姻的配偶必須是非天主教信徒。此外一位與非天主教徒離婚的信徒要與另一新教徒結婚的情況下，也適用於伯多祿特恩。不論是哪種對非聖事婚姻的撤銷，其審理權責屬於地方主教或是同等的教長。並且要確保該段婚姻實在無法延續，只有撤銷才符合雙方最大利益後才得以成案。
至於雙方都是天主教徒的聖事性婚姻，則只有經過審理後宣告自始既成未遂的可能。亦即此婚姻雖然是經過婚配聖事成立的，但是卻沒有符合既有條件而不算數。此一判斷則保留給教宗。

## 本自動手諭所做的改革
早在1967年第一屆全球主教會議時，如何簡化婚姻無效的審理過程就成了一大議題。對此教宗保祿六世於1971年3月28日發布了自動手諭，來簡化婚姻無效的審理程序。比如初審可由單一審理員判決。再審的合議審理庭可以只採取同意權，簡化從頭審查的過程，等等。
教宗方濟各延續了保祿六世的宗旨，在自動諭中以七點為該法案的準則：
比如為了確保程序的宣判婚姻無效之執行僅需一審。由當地主教任命一名審判員負責審理。或是依照梵二對主教牧職的教導由主教本人擔任審判員，尤其是針對下文提到的簡式訴訟。簡式訴訟是針對那些有極為明顯的婚姻無效緣由的案例所做的文書訴訟型態，由於對婚姻不可拆散原則的重視，方濟各特別提及對此項改變應交託給主教本人擔任審理者。
另外方濟各恢復了對教省總主教上訴的傳統，以及引入了主教團合作管理婚姻訴訟的可能，並表示因確保婚姻訴訟的免費基準。最後方濟各表示向教廷上訴慣例應以保留。
此外在該自動手諭中方濟各也提及考量東方禮儀天主教其特殊性質，應另做宣告。之後在2015年9月8日公布了自動手諭＜溫良與慈悲的耶穌＞（Mitis et misericors Iesus）作為東儀天主教會法典的改革。

### 天主教法典的法條更改
作為實質上的變動，教宗方濟各以此自動手諭更改了與婚姻無效訴訟有關的＜天主教法典＞第1671-1691條。並在2015年12月8日實行。
其中將部分相關法條縮編為同一法條的細款。並於起訴流程中增加對於案件適合簡式文件訴訟的轉交規範。並且取消了原本規定的一審後須依職權上訴給二審的規定，即一審即可確保婚姻無效案的成立，但保留了當事人、檢查員以及辯護人上訴的權益。
此外也增加了主教需在所轄教區成立相關法庭，或至少訴諸鄰近教區或多教區共用的法庭。並為二審級的審判員之組成做了規定，一審可由主教任命的單一審判員審理，但是二審則需由合議庭審理，並且允許平信徒擔任合議庭的其餘審判員。並且加入了二審得以上訴到教省總教區的法令，以及為了新訂立的簡式審判庭的制度所規範的細則。

## 外部連結
- 《主耶穌，寬仁的審判者 （页面存档备份，存于）》中文版，圣座官網，由臺灣地區主教團与香港教區合譯。